# Alejandro Lázaro Alonso
Alejandro Lázaro Alonso és un editor de cinema espanyol, guanyador d'un Goya al millor muntatge i una de les Medalles del Cercle d'Escriptors Cinematogràfics en la mateixa categoria.
Ha treballat en campanyes de publicitat per l'ONCE. Telefónica, Amena o FNAC, ha realitzat videoclips per a grups musicals com Los Planetas o Ska-p i peces per a Canal+. Debutà en el cinema el 1991 quan treballà en el departament editorial de les pel·lícules Amantes i El rey pasmado, i continuà a La pasión turca, Días contados o Libertarias. En el seu debut com a muntador a La comunidad li va valer la seva primera nominació al Goya al millor muntatge i va obtenir la Medalla del Cercle d'Escriptors Cinematogràfics al millor muntatge. Fou nominat a ambdós premis pel seu treball a 800 balas (2002). El 2008 va obtenir el Goya al millor muntatge per The Oxford Murders. El 2011 seria nominat novament al Goya per Balada triste de trompeta.

## Filmografia parcial
- 2019: Hernán (sèrie de televisió, un episodi)
- 2019. Brigada Costa del Sol (sèrie de televisió, dos episodis)
- 2018: Fugitiva (sèrie de televisió)
- 2018: Cuando dejes de quererme
- 2016: Vive por mí
- 2015: La isla del viento
- 2015: Las aventuras de Moriana
- 2014: Marsella
- 2013: La vida inesperada
- 2012: Historias robadas (minisèrie)
- 2011: Torrente 4: Lethal crisis
- 2010: La princesa de Éboli (minisèrie)
- 2010: Balada triste de trompeta
- 2010: Tensión sexual no resuelta
- 2008-2009: Plutón BRB Nero (sèrie de televisió)
- 2008: El patio de mi cárcel
- 2008: The Oxford Murders
- 2007: Hotel Tívoli
- 2006: Isi & Disi, alto voltaje
- 2005: La fiesta del Chivo
- 2004: Crimen ferpecto
- 2003: Buen viaje, Excelencia
- 2002: 800 balas
- 2000: La comunidad